# Live Oak (Florida)
Live Oak település az Amerikai Egyesült Államok Florida államában, Suwannee megyében, melynek megyeszékhelye is. Lakosainak száma 6735 fő (2020. április 1.).

## Népesség
A település népességének változása:
| Lakosok száma | 6480 | 6850 | 6735 |
|               | 2000 | 2010 | 2020 |